# Raphaël Caceres
Pour les articles homonymes, voir Cáceres.
Raphaël Caceres, né le 1er septembre 1987 à Carpentras, est un footballeur français. Il joue au poste d'attaquant avant de se reconvertir en tant qu'entraîneur où il officie actuellement à l'Espérance pernoise, en Régional 2 Méditerranée.

## Biographie
Il commence en 2006 avec le FC Rouen en CFA. Par la suite, ll rejoint en 2007 l'EDS Montluçon, toujours en CFA.
Il rallie alors en l'US Luzenac, club de l'Ariège situé dans un village de moins de 700 habitants, et qui évolue alors en National pour la saison 2009-2010. C'est là qu'il se fait connaître du grand public
En coupe de France, il inscrit trois buts en six matchs
Dès lors, il est courtisé par de nombreuses équipes de National et de Ligue 2, comme l'AS Cannes, le RC Strasbourg ou le US Créteil.
Il signe finalement pour trois ans au Dijon FCO en juin 2010, qui évolue en D2. Remplaçant dans un premier temps, il s'impose peu à peu comme un élément clef de l'équipe. Il s'illustre notamment en inscrivant un doublé contre La Berrichonne de Châteauroux. Fin août 2011, en manque de temps de jeu, il exprime son désir de partir de Dijon. Le club décide donc le prêter à Troyes AC avec option d'achat.
Finalement, le club Troyen ne décidant pas de s'acheter ses services, il retourne au Dijon FCO où il fait un très bon début de championnat avec ces derniers.
En fin de contrat en juin 2013, Raphaël décide de ne pas prolonger son contrat à Dijon puis signe en janvier à l'AC Arles-Avignon, retournant ainsi dans son département natal pour une indemnité de transfert à « six chiffres ».
Le 30 août 2013, il signe un contrat de deux ans (avec une option de deux ans) en faveur du club vice-champion de Belgique en 2012-2013, le SV Zulte Waregem.
Libre de tout contrat, il s'engage avec le FC Sochaux-Montbéliard le 30 août 2014 pour une durée de deux ans avec une troisième en option. Il retrouve ainsi le championnat de Ligue 2.
Après deux saisons à Troyes, son contrat avec la formation de l'Aube n'est pas renouvelé. Il met un terme à sa carrière sportive en mars 2019. Néanmoins, quelques mois plus tard, il rejoint l'Olympique novais en Régional 2 Méditerranée avec le statut d'entraîneur-joueur.

## Statistiques
| Saison                | Club                   | Championnat           | Championnat | Championnat | Coupe nationale | Coupe nationale | Coupe de la Ligue | Coupe de la Ligue | Compétition(s) continentale(s) | Compétition(s) continentale(s) | Compétition(s) continentale(s) | Total | Total |
| Saison                | Club                   | Division              | M.          | B.          | M.              | B.              | M.                | B.                | Comp.                          | M.                             | B.                             | M.    | B.    |
| 2006-2007             | FC Rouen               | CFA                   | 26          | 2           | -               | -               | -                 | -                 | -                              | -                              | -                              | 26    | 2     |
| 2007-2008             | FC Rouen               | CFA                   | 12          | 3           | 1               | 0               | -                 | -                 | -                              | -                              | -                              | 13    | 3     |
| Sous-total            | Sous-total             | Sous-total            | 38          | 5           | 1               | 0               | -                 | -                 | -                              | -                              | -                              | 39    | 5     |
| 2008-2009             | EDS Montluçon          | CFA                   | 33          | 12          | 1               | 0               | -                 | -                 | -                              | -                              | -                              | 34    | 12    |
| Sous-total            | Sous-total             | Sous-total            | 33          | 12          | 1               | 0               | -                 | -                 | -                              | -                              | -                              | 34    | 12    |
| 2009-2010             | US Luzenac             | National              | 38          | 11          | 4               | 2               | -                 | -                 | -                              | -                              | -                              | 42    | 13    |
| Sous-total            | Sous-total             | Sous-total            | 38          | 11          | 4               | 2               | -                 | -                 | -                              | -                              | -                              | 42    | 13    |
| 2010-2011             | Dijon FCO              | Ligue 2               | 30          | 6           | 2               | 1               | -                 | -                 | -                              | -                              | -                              | 32    | 7     |
| 2011-2012             | Dijon FCO              | Ligue 1               | 2           | 0           | -               | -               | -                 | -                 | -                              | -                              | -                              | 2     | 0     |
| 2011-2012             | ES Troyes AC (prêt)    | Ligue 2               | 30          | 10          | 3               | 1               | -                 | -                 | -                              | -                              | -                              | 33    | 11    |
| Sous-total            | Sous-total             | Sous-total            | 30          | 10          | 3               | 1               | -                 | -                 | -                              | -                              | -                              | 33    | 11    |
| 2012-2013             | Dijon FCO              | Ligue 2               | 17          | 5           | 1               | 0               | -                 | -                 | -                              | -                              | -                              | 18    | 5     |
| Sous-total            | Sous-total             | Sous-total            | 49          | 11          | 3               | 1               | -                 | -                 | -                              | -                              | -                              | 52    | 12    |
| 2012-2013             | AC Arles-Avignon       | Ligue 2               | 16          | 7           | -               | -               | -                 | -                 | -                              | -                              | -                              | 16    | 7     |
| 2013-2014             | AC Arles-Avignon       | Ligue 2               | 4           | 0           | -               | -               | 2                 | 0                 | -                              | -                              | -                              | 6     | 0     |
| Sous-total            | Sous-total             | Sous-total            | 20          | 7           | -               | -               | 2                 | 0                 | -                              | -                              | -                              | 22    | 7     |
| 2013-2014             | SV Zulte Waregem       | Jupiler Pro League    | 32          | 5           | 7               | 1               | -                 | -                 | C3                             | 6                              | 0                              | 45    | 6     |
| 2014-2015             | SV Zulte Waregem       | Jupiler Pro League    | 2           | 0           | -               | -               | -                 | -                 | C3                             | 2                              | 0                              | 4     | 0     |
| Sous-total            | Sous-total             | Sous-total            | 34          | 5           | 7               | 1               | -                 | -                 | -                              | 8                              | 0                              | 49    | 6     |
| 2014-2015             | FC Sochaux-Montbéliard | Ligue 2               | 22          | 4           | 1               | 0               | -                 | -                 | -                              | -                              | -                              | 23    | 4     |
| 2015-2016             | FC Sochaux-Montbéliard | Ligue 2               | 19          | 2           | 5               | 3               | 1                 | 2                 | -                              | -                              | -                              | 25    | 7     |
| Sous-total            | Sous-total             | Sous-total            | 41          | 6           | 6               | 3               | 1                 | 2                 | -                              | -                              | -                              | 48    | 11    |
| 2016-2017             | ES Troyes AC           | Ligue 2               | 14          | 1           | -               | -               | -                 | -                 | -                              | -                              | -                              | 14    | 1     |
| Sous-total            | Sous-total             | Sous-total            | 14          | 1           | -               | -               | -                 | -                 | -                              | -                              | -                              | 14    | 1     |
| Total sur la carrière | Total sur la carrière  | Total sur la carrière | 297         | 68          | 25              | 8               | 3                 | 2                 | -                              | 8                              | 0                              | 333   | 78    |